# Omalisus taurinensis
Omalisus taurinensis is een keversoort uit de familie kasteelkevers (Omalisidae). De wetenschappelijke naam van de soort werd in 1871 gepubliceerd door Flaminio Baudi di Selve.